# Hotel Grand (Slaný)
Hotel Grand se nacházel ve městě Slaný ve Středočeském kraji. Jeho budova stojí na rohu současných ulic Třebízského a Dr. Edvarda Beneše.

## Historie
Hotel vznikl na místě původního zařízení s názvem Hotel u Bílého Beránka, který byl zbudován nejspíše okolo roku 1880.
Moderní hotel vznikl v 30. letech 20. století přestavbou novorenesanční budovy podle architekta Roberta Ehrlicha. Přestože byl majitel stavby upozorněn, že musí zachovat původní umělecké vyznění fasády, rozhodl se neuposlechnout a objekt přestavěl dle svých potřeb. Dne 29. srpna 1931 byl Hotel Kořán slavnostně otevřen. Později hotel změnil název, neboť ještě v 30. letech byl prodán novému vlastníkovi. V roce 1933 se zde uskutečnil československo-rumunský večer pod záštitou tehdejšího československého premiéra Jana Malypetra. 
V roce 1939 nechali majitelé nedalekého hotelu Kořán k němu přibudovat lázně. Během protektorátu změnil název na Viktoria, po skončení druhé světové války nesl název Stalingrad. Po nějakou dobu zde po osvobození města pobývala Rudá armáda. Po roce 1948 byl znárodněn a provozován podnikem Restaurace a jídelny. V 50. letech 20. století se zde konaly různé politické procesy a lidové soudy. V letech 1972–1974 byl rekonstruován taneční sál. 
V 90. letech 20. století byl restituován, byl však ve špatném technickém stavu a bylo ho nuceno koupit město Slaný. Následně měl být rekonstruován a sloužit jako centrum různých služeb. Od roku 2004 slouží jako Městské centrum Grand a město jej pronajímá pro potřeby soukromých subjektů.